# Troieshchyna

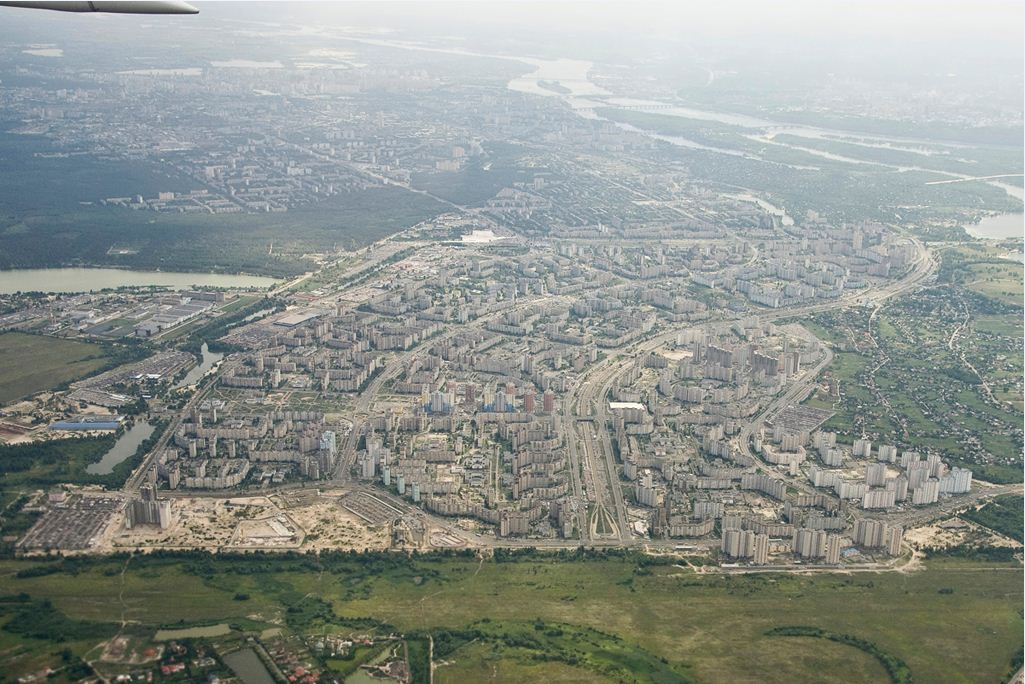
Vista aérea de Troieschyna, olhando para o oeste da orla de Kiev. O rio Dnipro e a margem direita da cidade são vistos ao fundo.

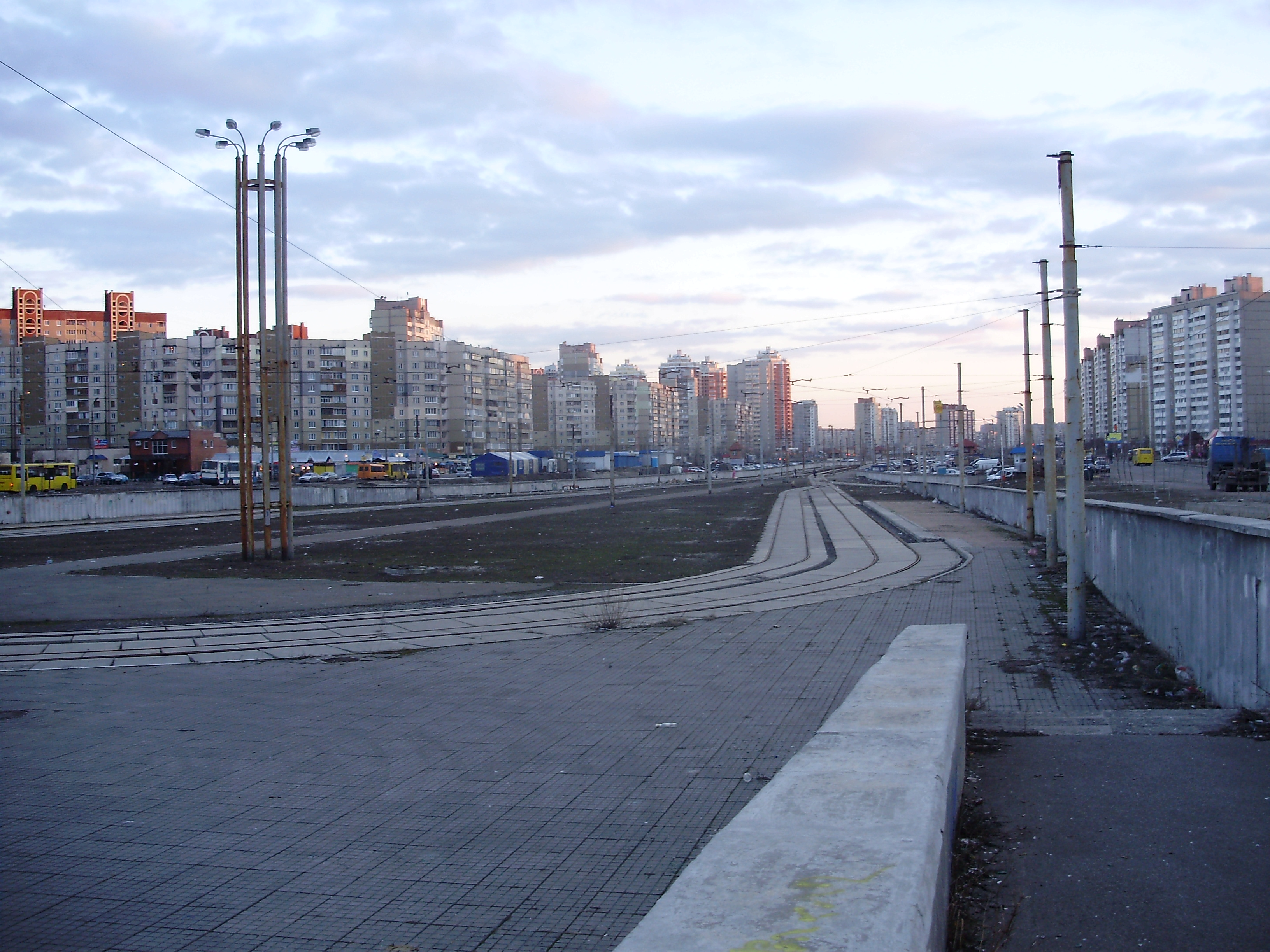
Horizonte típico de Troieschyna visto da estação da rua Myloslavska do metrô de superfície.

Troieshchyna (em ucraniano:  Троєщина) ou, desde 1987, Vyhurivschyna-Troieshchyna (em ucraniano:  Вигурівщина-Троєщина) é um grande bairro de Kiev, capital da Ucrânia. Troieshchyna é uma periferia localizada na região noroeste da cidade e administrativamente faz parte do distrito de Desnianskyi .
O bairro é um grande distrito dormitório planejado que abriga uma população de pelo menos 240.000 residentes mas também inclui uma pequena área industrial. Troieshchyna só se tornou parte do município de Kiev em 1988; antes disso, era uma aldeia do Oblast de Kiev, que ainda existe nos limites do novo bairro.
A área sofre de conexões de transporte inadequadas para o resto da cidade. As autoridades da cidade de Kiev decidiram estender o sistema de metrô de Kiev para Troieshchyna, fosse através da linha proposta de Livoberezhna ou da linha Podilsko-Vyhurivska que está atualmente em construção. No entanto, o custo de construção de uma nova linha de metrô era muito alto e a proposta foi rejeitada em favor da modernização de um sistema de metrô de superfície já existente. Mas em 2018 a construção de uma nova ponte para o metrô continua.